# Hanumanapura, Nanjangud
Hanumanapura là một làng thuộc tehsil Nanjangud, huyện Mysore, bang Karnataka, Ấn Độ.